# Hilaire Rouelle
Hilaire Marin Rouelle (1718 – 1779) foi um químico francês, que em 1773 descobriu a ureia. Ele é conhecido como "le cadet" ("o jovem") para o distinguir de seu irmão mais velho, Guillaume-François Rouelle, que também foi um químico.
Seguiu os passos de seu irmão como farmacêutico e químico, e chegou a ser seu assistente. Em 1742 Guillaume foi nomeado experimentador no Jardin du Roi de Paris, onde se converte em professor de químicos eminentes como o próprio Lavoisier. Quando Guillaume se retira em 1768 Hilaire o substitui, r se converte por sua vez em um reputado docente, por cujo laboratório passam químicos de toda Europa como Louis Proust, François Chavaneau ou Fausto Elhúyar. 
Os irmãos Rouelle introduzem muitas ideias novas e preparam o terreno para o desenvolvimento da química moderna. Hilaire se dedica a isolar e analisar compostos nos fluidos de vertebrados, descobrindo o cloreto de cálcio e o cloreto de sódio no sangue. Em 1773 logra isolar a ureia, tanto na urina humana, como na de vaca e do cavalo, sendo com ela o primeiro metabólito animal a ser isolado em forma cristalina. Seu descobrimento foi um primeiro ataque contra a teoria do vitalismo, que postulava que as substâncias relacionadas com os seres vivos não procediam dos compostos químicos ordinários. A síntese da ureia pelo químico alemão Friedrich Wöhler em 1828 a partir do cianato de potássio e sulfato de amônio confirmou a refutação ao vitalismo e impulsionou o desenvolvimento da química orgânica.

## Publicações
- ROUELLE, HILAIRE MARIE, "Observations sur l'urine humaine, & sur celles de vache & de cheval, comparés ensemble ; par M. Rouelle, démonstrateur en chimie au Jardin Royal des Plantes", Extrait du journal de médecine, chirurgie, pharmacie, &c. Par M. A. Roux. Novembre 1773.